# Stéphane Thiébaut
Stéphane Thiébaut est un ingénieur du son et un mixeur suisse.

## Biographie
Il sort diplômé de la Femis, département son, en 1991.
En 2018, il est directeur du département son de la Femis.
Avec le directeur de la photographie Ruben Impens, il remporte le prix CST de l'artiste technicien au Festival de Cannes 2025.

## Filmographie partielle
- 2010 : Tournée de Mathieu Amalric
- 2015 : Trois Souvenirs de ma jeunesse d'Arnaud Desplechin
- 2016 : Grave de Julia Ducournau
- 2016 : Chocolat de Roschdy Zem
- 2017 : Barbara de Mathieu Amalric
- 2021 : Enquête sur un scandale d'État de Thierry de Peretti
- 2021 : Titane de Julia Ducournau
- 2022 : Falcon Lake de Charlotte Le Bon
- 2023 : Rien à perdre de Delphine Deloget
- 2025 : Alpha de Julia Ducournau

## Distinctions

### Récompenses
- César 2018 : César du meilleur son pour Barbara
- Festival de Cannes 2025 : Prix CST de l'Artiste-Technicien pour Alpha

### Nominations
- César du meilleur son :
  - au César 2011 pour Tournée
  - au César 2016 pour Trois Souvenirs de ma jeunesse
  - au César 2017 pour Chocolat
  - au César 2018 pour Grave
  - au César 2019 pour Guy, avec Yves-Marie Omnès et Antoine Baudouin
- Magritte 2022 : Meilleur son pour Titane